# Хайсин
Хайси́н (кит. упр. 海兴, пиньинь Hǎixīng, буквально: «процветание у моря») — уезд городского округа Цанчжоу провинции Хэбэй (КНР).

## История
Уезд был образован в 1965 году из смежных земель уезда Яньшань провинции Хэбэй и уезда Уди провинции Шаньдун, и вошёл в состав Специального района Цанчжоу (沧州专区) провинции Хэбэй. В декабре 1967 года Специальный район Цанчжоу был переименован в Округ Цанчжоу (沧州地区). В 1993 году Округ Цанчжоу и город Цанчжоу были расформированы, а на их территориях был образован Городской округ Цанчжоу.

## Административное деление
Уезд Хайсин делится на 3 посёлка и 4 волости.

## Экономика
Уезд славится производством соли — ежегодно с соляных полей Хайсина рабочие собирают около 350 тыс. тонн поваренной соли. По состоянию на 2021 год общая площадь соляных полей составляла более 10 тыс. га, а годовой объем производства достигал 200 млн юаней.